# IC 4332
IC 4332 ist eine Spiralgalaxie vom Hubble-Typ Sa mit aktivem Galaxienkern im Sternbild Bärenhüter am Nordsternhimmel. Sie ist schätzungsweise 391 Millionen Lichtjahre von der Milchstraße entfernt und hat einen Durchmesser von etwa 95.000 Lichtjahren.
Im selben Himmelsareal befinden sich unter anderem die Galaxien IC 4331, PGC 49145, PGC 1723947, PGC 1726396.
Das Objekt wurde am 15. Juni 1895 von Stéphane Javelle entdeckt.